# Mehrzweckforschungsreaktor Karlsruhe
Der Mehrzweckforschungsreaktor Karlsruhe (Abk. MZFR) war ein schwerwassergekühlter und -moderierter Druckwasserreaktor auf dem Gelände des Forschungszentrums Karlsruhe (heute Karlsruher Institut für Technologie).
Erbaut wurde die Anlage in den Jahren von 1961 bis 1965. Das Kraftwerk hatte eine elektrische Bruttoleistung von 58 Megawatt und wurde erstmals am 29. September 1965 kritisch.
Während des Betriebs wurden 46 meldepflichtige Ereignisse gezählt. Der Betrieb wurde in den 1960er Jahren durch Lecks behindert, aus denen schweres Wasser und radioaktive Substanzen austraten. Am 2. März 1967 wurden sechs Mitarbeiter aufgrund eines Störfalls kontaminiert. Ab den 1970er Jahren lief der Reaktor weitgehend störungsfrei.
Bis zur Stilllegung des Reaktors am 3. Mai 1984 erzeugte der MZFR rund 5 Milliarden Kilowattstunden Strom für das öffentliche Stromnetz. Der Reaktor diente außerdem als Testanlage für die Erprobung zukünftiger Schwerwasserreaktor-Techniken.
Derzeit laufen die Demontagearbeiten für den Rückbau bis zur „grünen Wiese“. Nach den ursprünglichen Plänen hätte der MZFR bis Ende 2006 vollständig beseitigt sein sollen. Zwischenzeitlich war geplant, 2019 mit dem Abbruch des Reaktorgebäudes zu beginnen und bis Ende 2021 alle nuklear genutzten Gebäude abzubauen. Wegen umfangreicher Dekontaminationsmaßnahmen und Freigabemessungen verlängerte sich der Zeitraum für die Umsetzung jedoch weiter. Während die Gebäude des Hilfsanlagentraktes 2021 abgerissen werden konnten, sollen die verbliebenen ehemals nuklear genutzten Gebäude bis 2030 rückgebaut werden.
Mit dem Rückbau des MZFR wurde die Kerntechnischen Entsorgung Karlsruhe GmbH beauftragt. Die KTE ist zuständig für den Rückbau aller stillgelegten kerntechnischen Anlagen am Standort Karlsruhe/KIT Campus Nord. Alle damit verbundenen Aufgaben zur Entsorgung des radioaktiven Abfalls liegen ebenfalls in den Händen des Unternehmens. In den Entsorgungsbetrieben der KTE werden die Reststoffe aus dem Rückbau des MZFR sowie der anderen Anlagen verarbeitet. Ein Großteil des Materials kann konventionell entsorgt werden; nur ca. 10 Prozent verbleiben als radioaktiver Abfall. Dieser wird endlagergerecht konditioniert und bis zur Abgabe an ein Endlager des Bundes am Standort zwischengelagert. Am Standort KIT Campus Nord betreibt die KTE dazu das derzeit größte Zwischenlager Deutschlands für schwach- und mittelradioaktive Abfälle.

## Daten des Reaktorblocks
| Reaktorblock | Reaktortyp               | Netto- leistung | Brutto- leistung | Baubeginn    | Netzsyn- chronisation | Kommer- zieller Betrieb | Abschal- tung |
| ------------ | ------------------------ | --------------- | ---------------- | ------------ | --------------------- | ----------------------- | ------------- |
| MZFR         | Druckschwerwasserreaktor | 52 MW           | 57 MW            | 1. Dez. 1961 | 9. März 1966          | 19. Dez. 1966           | 3. Mai 1984   |